# 倫古鄉

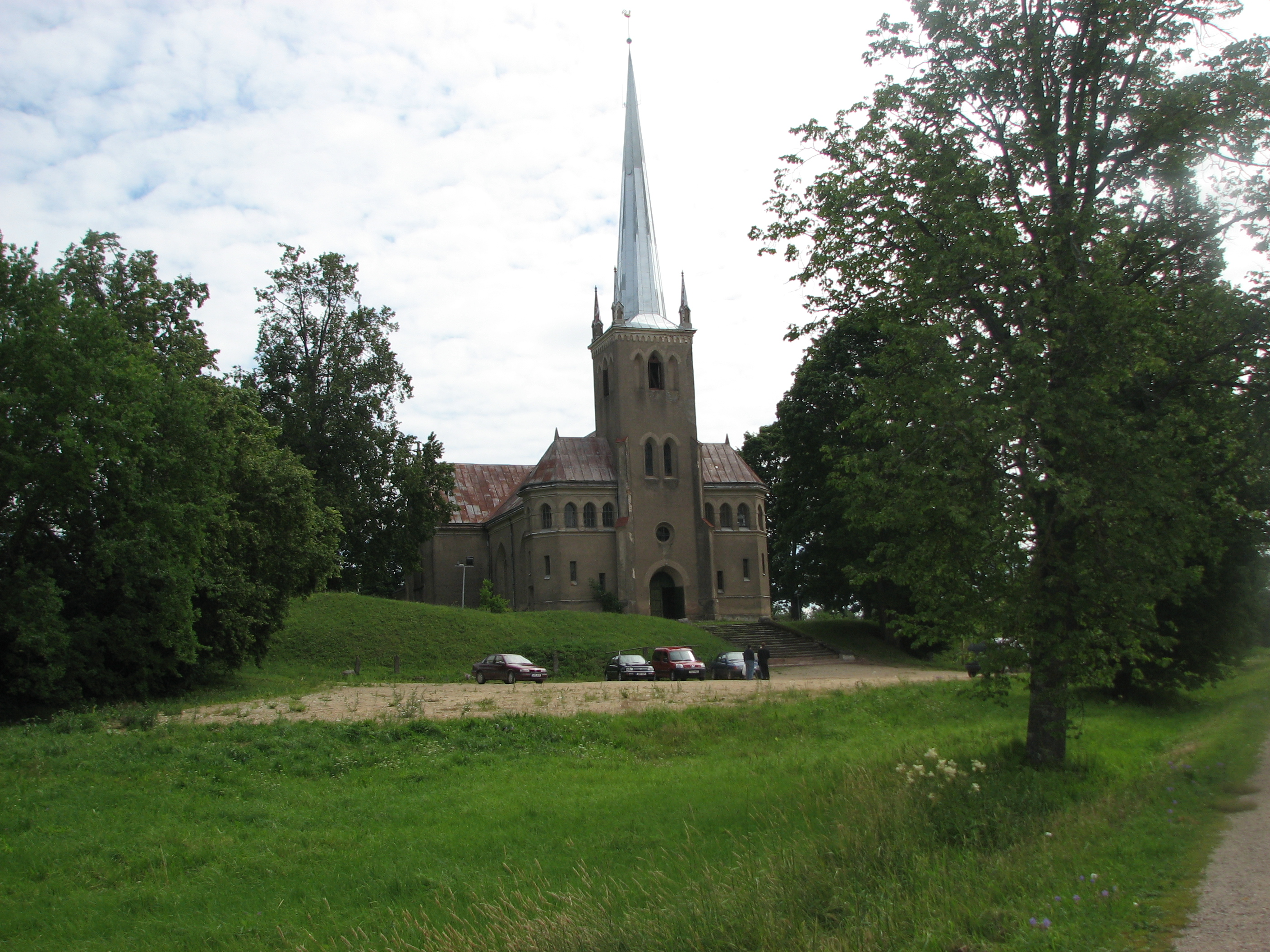
伦古教堂

倫古鄉，曾是愛沙尼亞塔爾圖縣的一個鄉村型市镇，位於該國東南部，行政中心設於倫古，面積164平方公里，2009年人口2,898，人口密度每平方公里18人。
2017年爱沙尼亚行政改革后，伦古市镇与其他市镇一起合并为新的埃尔瓦市镇。
58°9′N 26°15′E / 58.150°N 26.250°E